# Carl Frederik Jarl
Carl Frederik (Frits) Jarl, i regel omnämnd som C.F. Jarl,  ursprungligen Jørgensen, född 1 augusti 1872 i Köpenhamn, död 25 januari 1951  i Birkerød, var en dansk industriman. Han var bror till Axel och Viggo Jarl.
Jarl, som var son till konferensrådet Vilhelm Jørgensen och Anna Plenge, blev student vid Metropolitanskolen 1890 och polyteknisk kandidat 1895. Han anställdes vid Øresunds chemiske Fabriker samma år, företog en studieresa i Amerika 1896–1897, var direktör för A/S Øresunds chemiske Fabriker 1902–1911, var ensamansvarig innehavare av Øresunds chemiske Fabriker, Kommanditselskab ved C.F. Jarl 1912–1943 samt därefter styrelseordförande och verkställande direktör för Øresunds chemiske Fabriker A/S. Han var medlem av styrelsen för Kryolitselskabet Øresund A/S 1939 och verkställande direktör för samma företag 1939–1948. Han var medlem av styrelsen för Dansk Ingeniørforening 1910–1915 och av styrelsen för G.A. Hagemanns Kollegium 1908–1937, ordförande i Statens Eksportkreditudvalg 1922–1929, medlem av styrelsen för A/S Burmeister & Wain's Maskin- og Skibsbyggeri 1909–1933 och ordförande 1928–1933. Han var medlem av Akademiet for de Tekniske Videnskaber och av kommissionen för vetenskapliga undersökningar på Grönland 1942.

## Utmärkelser
- Riddare av Dannebrogorden,  1909[2]
- Dannebrogsmännens hederstecken,  1920[2]
- Kommendör av Dannebrogorden,  1929[2]
- Kommendör av första graden av Dannebrogorden,  1942[2]

[Redigera Wikidata]